# Naneh Sarma
Naneh Sarma (persisch ننه سرما, DMG Nane Sarmā, ‚Mütterchen Frost‘) ist eine Figur der iranischen Volkskultur. Sie ist die Ehefrau von Amu Nouruz, dem „Onkel Nouruz“.
Sie bereitet sich auf die Ankunft von Onkel Nouruz sorgfältig vor, putzt das Haus, bereitet den Haft-Sin-Tisch, macht sich schön, schläft bei Warten aber ein. Er nähert sich ihr, während die Blumen auf seinem Weg erblühen, er beschenkt sie, aber er verzichtet darauf, sie zu wecken. Als sie aufwacht, ist er schon wieder weiter gegangen, so dass sie wieder ein Jahr auf seine Wiederkunft warten muss. Oft wird diese Geschichte mit der Weissagung verbunden, dass die Welt untergehe, wenn beide wirklich zusammentreffen.
Diese Legenden, die in unterschiedlicher Form mündlich überliefert wird, gehört zu den Kalenderlegenden im Zyklus der „alten Frau“. Statt Amu Nouruz kommen als ihre Gatten oder Verehrer der alten Frau, die auch Ajuza, Ajuzak, Kampirak, Bibi Nowruzi, Ḵāla Nowruziin genannt wird, ein alter Mann, Jäger oder „Ali“ vor. Typisch ist, dass ein eigentliches Zusammentreffen nicht möglich ist. Der Legendenzyklus zur „Alten Frau“  stellt eine alte Frau, die den Winter verkörpert, in den Mittelpunkt unterschiedlichster Abenteuer- und Heldenenzählungen. Diese Erzählungen gibt es auch außerhalb des Iran, etwa in England und Irland. Als Ursprung der Legenden wird eine Natur- und Fruchtbarkeitsgöttin ähnlich Demeter vermutet, die sich im Laufe der Zeit in das groteske Bild einer alten Frau verwandelt habe, die zugleich positive und negative Züge trage.
2012 wurde die erste Übersetzung einer Erzählung der iranischen Volksliteratur zu Mütterchen Frost auf Englisch veröffentlicht: Pomegranates and Roses: A Persian Love Story.